# Paracontias minimus
Paracontias minimus — вид сцинкоподібних ящірок родини сцинкових (Scincidae). Ендемік Мадагаскару.

## Поширення і екологія
Paracontias minimus мешкають на крайній півночі острова Мадагаскар в регіоні Діана. Вони живуть в сухих чагарникових заростях, що ростуть на піщаних ґрунтах, на висоті від 10 до 100 м над рівнем моря.

## Збереження
МСОП класифікує цей вид як такий, що перебуває на межі зникнення. Paracontias minimus загрожує знищення природного середовища.